# Cartel de Medellín
O Cartel de Medellín foi uma rede de traficantes de drogas muito bem organizada, originária da cidade de Medellín, na Colômbia. O cartel de drogas operava na Colômbia, Bolívia, Peru, Honduras, Estados Unidos, bem como no Canadá entre 1976 e 1993. Embora a organização tenha começado como uma  rede de contrabando  no final da década de 1970, foi somente em 1976 que a organização se voltou para o tráfico de  cocaína. Este foi o resultado de Escobar ter sido apresentado à lucrativa ideia do contrabando de cocaína pelo colega traficante colombiano Griselda Blanco. O Cartel chegava a faturar cerca de 60 milhões de dólares por dia, isto é, 720 milhões de dólares por semana e quase 3 bilhões ao mês.
Dos 17 anos de existência do Cartel de Medellín, em quase todos eles, o faturamento anual com narcotráfico chegava a 40 bilhões de dólares americanos.

## Início
O Cartel de Medellín foi fundado pelo traficante e também considerado terrorista pelos EUA, Pablo Escobar em 1976, responsável pela maior parte das exportações de drogas para os Estados Unidos, Europa e Oriente médio e se tornou o maior cartel de drogas que o mundo já viu, o maior império criminoso do mundo e Pablo Escobar seu rei.
O Cartel ganhou muito de sua força e influência após a morte de muitos políticos e traficantes rivais ao Cartel, o que o levou a se fortalecer nas sombras como uma entidade unificada, ganhando mais poder e dinheiro. O Cartel também financiava as campanhas eleitorais de políticos da região de Medellín.
Por volta dessa época, no início dos anos 1980, sequestros feitos por grupos guerrilheiros. levou o Estado a colaborar com grupos criminosos como os formados por Escobar e os Ochoas. O sequestro de Carlos Lehder, bem como o sequestro da irmã dos Ochoas em 1981, levaram à criação de exércitos privados financiados por cartéis que foram criados para combater guerrilheiros que tentavam redistribuir suas terras para os camponeses locais, sequestrá-los ou  extorquir as  FARC.
O grupo MAS (Muerte a Secuestradores) era um grupo paramilitar criado no início dos anos 80 pelo cartel de Medellín em retaliação pelo sequestro de uma das irmãs dos irmãos Ochoa e outros traficantes de drogas pelo grupo Movimiento 19 de Abril, "M-19" (grupo guerrilheiro nacionalista de esquerda). Os paramilitares também assassinaram sindicalistas, jornalistas e militantes comunistas, supostamente simpatizantes de grupos guerrilheiros (FARC, ELN, M-19).
Em 1982, a cocaína ultrapassou o café como principal produto de exportação colombiano.

## Auge

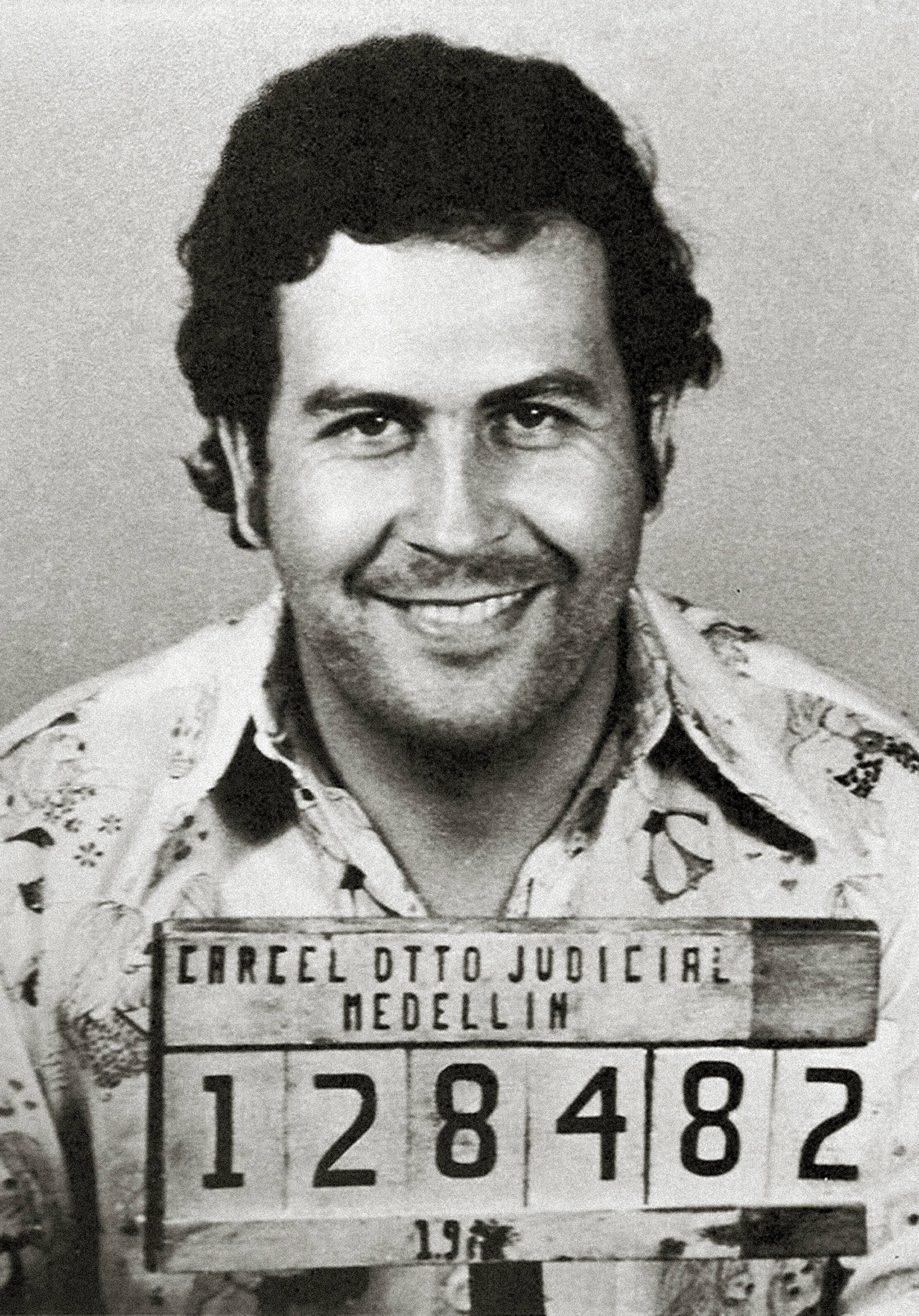
Pablo Escobar

Em meados da década de 1980, o ACDEGAM (Associação de Agricultores e Agricultores do Médio Magdalena), para cuidar tanto da logística como das relações públicas da organização, e para fornecer uma frente legal para vários grupos paramilitares, e o MAS tiveram um crescimento significativo.  Em 1985, Pablo Escobar começou a canalizar grandes quantias de dinheiro para a organização para pagar equipamentos, treinamento e armamento.   O dinheiro para projetos sociais foi cortado e redirecionado para o fortalecimento do MAS. Fuzis de batalha modernos, como o  AKM,  FN FAL, Galil e HK G3, foram comprados dos militares, INDUMIL e vendas privadas financiadas por drogas. A organização tinha computadores e administrava um centro de comunicações que funcionava em coordenação com o escritório estadual de telecomunicações. Eles tinham 30 pilotos e uma variedade de aeronaves e helicópteros de asa fixa. Instrutores militares britânicos, israelenses e americanos foram contratados para ensinar em centros de treinamento paramilitar.
Escobar era conhecido por ostentar sua riqueza e passou a fazer parte da lista de bilionários da Forbes por sete anos seguidos, entre 1987 e 1993. Sua luxuosa propriedade multimilionária "Hacienda Nápoles" tinha seu próprio zoológico, e ele supostamente comia de sólidos conjuntos de jantar de ouro. Escobar era conhecido por investir os lucros do tráfico de drogas em bens de luxo, propriedades e obras de arte. Ele também teria escondido seu dinheiro em "enseadas escondidas", supostamente enterrando-o em suas fazendas e sob o chão em muitas de suas casas.

## Na cultura popular
O cartel foi apresentado e referenciado em inúmeras obras de cultura popular. 
- Profissão de Risco: filme de 2001 sobre os traficante de drogas George Jung, Carlos Lehder (chamado Diego Delgado no filme) e o Cartel de Medellín.
- Narcos: é uma série da Netflix (2015–2017) que narra a vida de Pablo Escobar e a ascensão do Cartel de Medellín. A primeira e a segunda temporada retratam sua ascensão ao status de um poderoso traficante de drogas, bem como seus atos narcoterroristas, guerra contra o governo colombiano e, finalmente, sua morte. O papel de Escobar é interpretado pelo ator brasileiro Wagner Moura. A organização de Medellín também é brevemente retratada e mencionada na série spinoff  Narcos: México.
- American Made: filme ficcional de 2017 sobre o traficante de drogas Barry Seal (Tom Cruise) e o Cartel de Medellín, liderado por Jorge Ochoa (  Alejandro Edda).

## Relacionados
- Cartel de Cáli